# Jesse Marcel

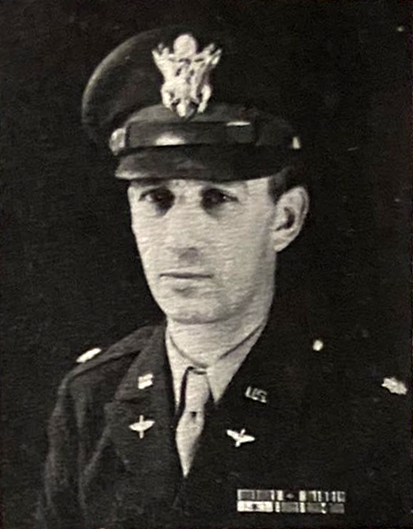
Jesse Marcel năm 1947

Jesse Marcel Sr. (1907 – 1986) là trung tá Không quân Mỹ có công trong việc điều hành Chiến dịch Crossroads, các cuộc thử nghiệm bom nguyên tử năm 1946 tại đảo san hô Bikini. Ông là nhân vật chủ chốt trong sự kiện UFO khả nghi ở Roswell năm 1947, biến cố này không xuất hiện trở lại cho đến cuối thập niên 1970, khi Marcel, hiện là trung tá đã nghỉ hưu, trong một cuộc phỏng vấn với nhà nghiên cứu UFO Stanton T. Friedman, cho biết ông tin rằng mảnh vỡ mà ông thu hồi được là của người ngoài hành tinh.

## Thân thế
Jesse Marcel Sr. chào đời năm 1907, là con út trong một gia đình có bảy anh chị em. Jesse được cho là đã sớm quan tâm đến đài phát thanh nghiệp dư và tốt nghiệp Trường Trung học Terrebonne.
Sau khi Marcel tốt nghiệp trung học, ông vào làm việc cho một cửa hàng bách hóa tổng hợp, tham gia một vài lớp thiết kế đồ họa tại Đại học Tiểu bang Louisiana. Marcel khởi đầu sự nghiệp làm nhân viên vẽ biểu đồ và bản đồ cho Cục Xa lộ Louisiana, Công binh Lục quân và công ty Shell Oil Company.

## Binh nghiệp
Năm 1924, Marcel bắt đầu nhập ngũ ba năm trong Lực lượng Vệ binh Quốc gia Louisiana. Tháng 6 năm 1935, Marcel kết hôn với Viaud Aleen Abrams. Năm sau, cô vợ hạ sinh đứa con đầu lòng. Năm 1936, Marcel nhập ngũ thêm ba năm nữa, lần này là trong Lực lượng Vệ binh Quốc gia Texas.

### Thế chiến thứ hai
Tháng 3 năm 1942, Marcel được phong quân hàm thiếu úy Không lực Lục quân Hoa Kỳ, và vào mùa hè năm 1942, Marcel theo học Trường Tình báo Không lực Lục quân ở Harrisburg, Pennsylvania để được đào tạo thành Thông dịch viên Ảnh chụp Chiến đấu/Sĩ quan Tình báo. Sau khi tốt nghiệp chương trình, Marcel được đề bạt làm hướng dẫn viên.
Tháng 10 năm 1943, Trung úy Marcel được giao phụ trách Bộ Tư lệnh Oanh tạc cơ số 5 ở Tây Nam Thái Bình Dương, phục vụ trên cương vị là Sĩ quan Tình báo Phi đội và sau đó là Sĩ quan Tình báo Liên đoàn bay. Marcel được trao hai Huân chương Không quân và Ngôi Sao Đồng. Sau khi thăng đại úy, tháng 5 năm 1945, Marcel được thăng cấp Thiếu tá.

### Liên đoàn bay 509 và vai trò trong Chiến dịch Crossroads

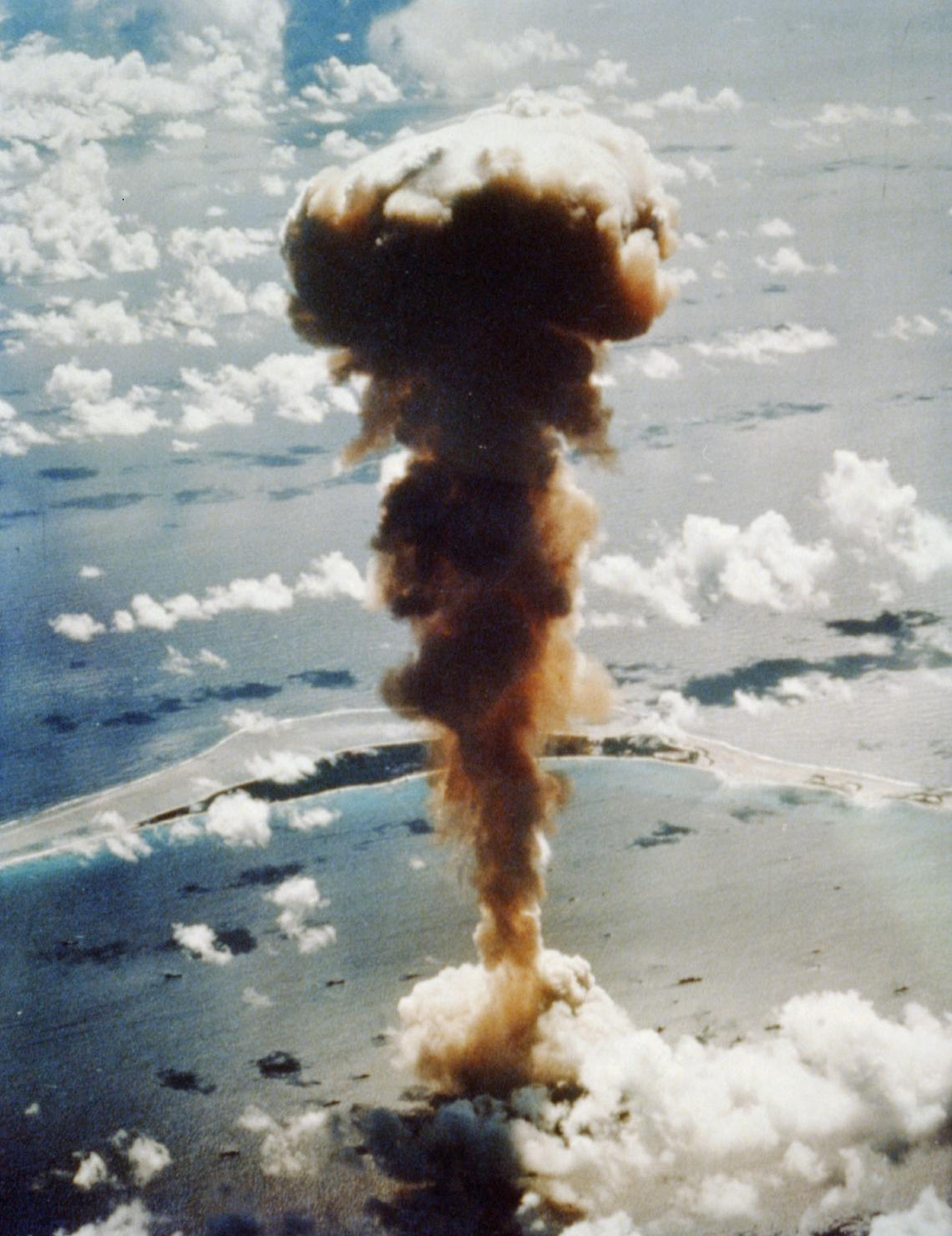
Không ảnh đám mây hình nấm trong Chiến dịch Crossroads mọc lên từ đầm phá với Đảo Bikini có thể nhìn thấy ở hậu cảnh.

Vào giữa năm 1946, Marcel gia nhập Liên đoàn bay Hợp thành 509 nhằm chuẩn bị và tham gia một loạt vụ thử bom nguyên tử ở Thái Bình Dương mang tên Chiến dịch Crossroads tại Đảo san hô Bikini.  Chúng là những vụ nổ thiết bị hạt nhân đầu tiên kể từ vụ ném bom nguyên tử Nagasaki vào ngày 9 tháng 8 năm 1945.
Chỉ có bảy quả bom hạt nhân tồn tại vào tháng 7 năm 1946. Hai quả bom được sử dụng trong cuộc thử nghiệm là loại vũ khí hạt nhân nổ plutonium của Fat Man, loại được thả xuống Nagasaki. Quả bom Able được khắc tên Gilda và được trang trí bằng một bức ảnh trên tạp chí Esquire của Rita Hayworth, ngôi sao của bộ phim năm 1946 mang tên Gilda. Quả bom Baker mới chính là nàng Helen của Bikini.
Ngày 26 tháng 7 năm 1946. Chuẩn tướng Roger M. Ramey là tác giả của một bức thư khen ngợi khả năng làm việc của Marcel trong Chiến dịch Crossroads.  Tháng sau, Marcel nhận thêm một lá thư khen ngợi từ Thiếu tướng W. E. Kepner vì thành tích mà ông đạt được trong chiến dịch này. Tháng 12 năm 1947, Marcel được thăng quân hàm Trung tá.

### Sự kiện UFO Roswell
Marcel là nhân vật chủ chốt trong việc khám phá và phân tích ban đầu về sự kiện UFO ở Roswell. Marcel cho biết: "[Chúng tôi] đã dành vài giờ vào chiều thứ Hai [ngày 7 tháng 7] để tìm kiếm thêm bất kỳ bộ phận nào của thiết bị thời tiết". "Chúng tôi đã tìm thấy thêm một vài mảnh giấy thiếc và cao su." Vào cuối thập niên 1970, Marcel, lúc đó đã là một trung tá về hưu, cho biết ông tin rằng mảnh vỡ mà ông thu hồi được là của người ngoài hành tinh, trong một cuộc phỏng vấn với  nhà nghiên cứu UFO Stanton T. Friedman.

### Bộ Tư lệnh Không quân Chiến lược
Marcel Marcel ở lại với Liên đoàn bay 509 tại Căn cứ Không quân Walker cho đến ngày 16 tháng 8 năm 1948, khi ông được chuyển đến Bộ Tư lệnh Không quân Chiến lược tại Căn cứ Không quân Andrews. Tới lúc tổng hành dinh Bộ Tư lệnh Không quân Chiến lược chuyển giao cho Căn cứ Không quân Offutt ở Nebraska vào ngày 9 tháng 11 năm 1948, Marcel chuyển sang cùng với bộ tư lệnh này.

## Những năm cuối đời và cái chết
Sau khi xin giải ngũ vì mệt mỏi nhằm dành thời gian chăm sóc mẹ già, vào tháng 7 năm 1950, Marcel trở về Houma, Louisiana. Tháng 9 năm 1950, Marcel được giải ngũ và chuyển sang lực lượng dự bị của Không quân. Ông được giải ngũ lần cuối vào năm 1958.
Trong những năm tháng cuối đời mình, Marcel là một thợ sửa tivi tự làm chủ.
Sự kiện Roswell không xuất hiện trở lại cho đến cuối thập niên 1970, khi Marcel, hiện là một trung tá về hưu, trong một cuộc phỏng vấn với nhà nghiên cứu UFO Stanton T. Friedman, cho biết ông tin rằng mảnh vỡ mà ông thu hồi được là của người ngoài hành tinh.
Jesse Marcel qua đời năm 1986 ở tuổi 79. Để lại bà vợ Viaud Abrams Marcel và cậu con trai tên Jesse A. Marcel Jr. M.D., mà trước khi qua đời ở tuổi 76 vào năm 2013, đã dành 35 năm để tuyên bố trên các chương trình truyền hình và đài phát thanh cũng như trong các bộ phim tài liệu, hồi mới 10 tuổi vào năm 1947, cha ông đã cho ông xem những mảnh vỡ của người ngoài hành tinh được tìm thấy từ địa điểm máy bay rơi ở Roswell, bao gồm, theo lời vợ ông là Linda, "một chùm tia nhỏ với chữ tượng hình màu tím trên đó".

### Trích dẫn nội tuyến
1. 1 2  Fee, Christopher R.; Webb, Jeffrey B., biên tập (ngày 29 tháng 8 năm 2016). American Myths, Legends, and Tall Tales: An Encyclopedia of American Folklore. Greenwood Publishing Group. ISBN 9781610695688. Bản gốc lưu trữ ngày 29 tháng 12 năm 2021. Truy cập ngày 29 tháng 12 năm 2021 – qua Google Books.
2. 1 2 3 4 5 6 7 8 9  Marcel, Jesse; Marcel, Linda (ngày 1 tháng 1 năm 2008). The Roswell Legacy: The Untold Story of the First Military Officer at the 1947 Crash Site. Red Wheel/Weiser. ISBN 9781601630261 – qua Google Books.
3. 1 2 3  Rothman, Lily. "How the Roswell UFO Theory Got Started". time.com. Time Magazine. Truy cập ngày 26 tháng 10 năm 2021.
4. 1 2  "Lt. Col (Ret.) Jesse Marcel Sr". JESSE MARCEL, JR. Bản gốc lưu trữ ngày 29 tháng 12 năm 2021. Truy cập ngày 22 tháng 11 năm 2022.
5. 1 2 3 4 5 6  Major Jesse Marcel: Folk Hero or Mythomaniac? (Dec 1995) Robert G. Todd
6. ↑  Randle, Kevin D. Roswell in the 21st Century. Speaking Volumes. ISBN 9781628155129 – qua Google Books.
7. ↑  "Operation Crossroads". nuclearweaponarchive.org.
8. ↑  Dockrill, Peter. "The Chilling Story of The 'Demon Core' And The Scientists Who Became Its Victims". ScienceAlert.
9. ↑  Weisgall 1994, tr. 286.
10. ↑  "Atomic Goddess Revisited: Rita Hayworth's Bomb Image Found". CONELRAD Adjacent (blog). ngày 13 tháng 8 năm 2013. Truy cập ngày 11 tháng 3 năm 2015.
11. ↑  Weisgall 1994, tr. 263–265.
12. ↑  "Ramey Commendation"., ngày 26 tháng 7 năm 1946
13. ↑  "Kepner Commendation"., ngày 16 tháng 8 năm 1946
14. ↑  Weaver, Colonel Richard L.; McAndrew, 1st Lt. James (1995). The Roswell Report: Fact versus Fiction in the New Mexico Desert (PDF). Washington DC: Headquarters United States Air Force. tr. 160. Lưu trữ (PDF) bản gốc ngày 25 tháng 6 năm 2019. Truy cập ngày 15 tháng 12 năm 2019.{{Chú thích sách}}:  Quản lý CS1: tên số: danh sách tác giả (liên kết)
15. ↑  "New Mexico Rancher's 'Flying Disk' Proves to be Weather Balloon-Kite". Fort Worth Star-Telegram. ngày 9 tháng 7 năm 1947. Lưu trữ bản gốc ngày 27 tháng 9 năm 2013. Truy cập ngày 5 tháng 2 năm 2013.
16. ↑  "The truth is out there: Roswell incident recalled by local vet who was there 60 years ago". San Diego Union-Tribune. ngày 30 tháng 9 năm 2007.
17. ↑  "Roswell author who said he handled UFO crash debris dies at 76". The Guardian. Associated Press. ngày 8 tháng 8 năm 2013. Truy cập ngày 22 tháng 2 năm 2022.